# سوني إموري
سوني إموري (بالإنجليزية: Sonny Emory)‏ هو أستاذ جامعي وموسيقي أمريكي، ولد في 23 ديسمبر 1962.

## وصلات خارجية
- سوني إموري على موقع ميوزك برينز (الإنجليزية)
- سوني إموري على موقع أول ميوزيك (الإنجليزية)
- سوني إموري على موقع ديسكوغز (الإنجليزية)